# Francisco la Vega (Arqueólogo)
Francisco de la Vega (1737-1804), a menudo conocido fuera de España por su nombre italianizado Francesco La Vega o la forma latinizada Franciscus La Vega, fue un grabador, arqueólogo e ingeniero español, notable por sus excavaciones en Pompeya y por ser uno de los primeros que pueden recibir propiamente el nombre de "arqueólogo", aun cuando sus métodos fueran naturalmente muy distintos de los de la moderna ciencia arqueológica. Es hermano del también arqueólogo español Pedro la Vega e hijo del también pintor Francisco la Vega.

## Biografía
Francisco la Vega nació en Roma el 25 de junio de 1735 o 1737, siendo hijo del pintor español Francisco la Vega y la romana Angelica Vanni, hermana del grabador y pintor Niccoló Vanni. Por disposición de Carlos IV de Nápoles (quien luego sería Carlos III de España), cursó, a expensas del erario público napolitano, estudios de matemáticas, arquitectura y arqueología. Luego pasó a Nápoles, donde, al servicio del mismo rey, ingresó en el Cuerpo de los Ingenieros militares, en el que alcanzó el grado de brigadier y comandante. A la muerte de Karl Jakob Weber en 1764, ocupó el puesto que éste dejaba vacante como director subalterno de las excavaciones de Pompeya a las órdenes de Francisco Roque de Alcubierre. La Vega falleció el 24 de diciembre de 1804 en Portici (Nápoles).

## Trabajo como arqueólogo
Las excavaciones sistemáticas de Herculano, Pompeya y Stabiae en Nápoles fueron iniciadas durante el reinado de Carlos de Borbón. Al frente de las excavaciones el rey colocó al ingeniero militar zaragozano Francisco Roque de Alcubierre, de quien fue asistente el también arquitecto suizo Karl Jakob Weber, desde 1750 hasta su muerte en 1764. A partir de este momento (otros datos dicen desde 1765) la Vega se convirtió en el asistente de Alcubierre, y tras la muerte de éste en 1780, fue el director de excavaciones en Pompeya durante el reinado de Fernando IV de Nápoles y el de Murat hasta 1797. Bajo su dirección, se excavaron el Odeón, el teatro, el templo de Isis, el Foro Triangular junto con sus edificaciones, el pórtico del teatro, las barracas de gladiadores, la Palestra Samnítica, la Villa de Diomedes y otros edificios.

La Vega fue el primer excavador que llevó un diario de excavación muy detallado y el primero en prestar atención a hallazgos no artísticos, como prensas de vino, interpretándolos correctamente. Fue también el primero que construyó una protección adecuada de los edificios excavados, para ponerlos a salvo de la intemperie. Excelente dibujante, es el autor de varios planos de las excavaciones que todavía son empleados hoy para reconstruir las excavaciones.
La Vega también fue el primero en reconocer que Pompeya podría ser interesante para los visitantes, y fue responsable de los primeros grupos grandes de visitantes en el sitio de excavación.
Como responsable de las excavaciones de Pompeya fue sucedido, después de un interludio por parte de Antoine Christophe Saliceti en 1804, por su hermano Pedro la Vega.

## Publicaciones
- Francisco de la Vega, Pedro de la Vega, Mario Pagano, 1997 I Diari di scavo di Pompei, Ercolano e Stabia di Francesco e Pietro La Vega (1764-1810 : raccolta e studio di documenti inediti) Roma:L'Erma di Bretschneider.
- Francisco de la Vega 1861 "Giornale di ciò che mi occorre di rimarchevole" en G. Fiorelli (ed.) Giornale degli scavi di Pompei nos. 1-4 Nápoles. pp. 110-202
- Francisco de la Vega 1861 "Notizie appartenti all' excavazioni d'Ercolano secondo le relazioni avute da varie persone" en G. Fiorelli (ed.) Giornale degli scavi di Pompei nos. 8-10. Nápoles, pp. 81-320.